# نصل
نَصْل (به معنی: سوفار) یا گاما کمان یک ستاره است که در صورت فلکی کمان قرار دارد.